# Brachyglossina pseudoranaria
Brachyglossina pseudoranaria là một loài bướm đêm trong họ Geometridae.